# Torrubia
Torrubia – gmina w Hiszpanii, w prowincji Guadalajara, w Kastylii-La Mancha, o powierzchni 28,18 km². W 2011 roku gmina liczyła 24 mieszkańców.